# Olivier Rouyer
Olivier Rouyer é um ex-futebolista francês. Ele competiu na Copa do Mundo FIFA de 1978, sediada na Argentina, na qual a seleção de seu país terminou na 12º colocação dentre os 16 participantes.
Declarou-se homossexual depois de se aposentar, sendo por isso considerado o primeiro futebolista gay a disputar a Copa do Mundo FIFA.